# Клівленд (округ Тейлор, Вісконсин)
Клівленд (англ. Cleveland) — місто (англ. town) в США, в окрузі Тейлор штату Вісконсин. Населення — 216 осіб (2020).

## Демографія
Згідно з переписом 2010 року, у місті мешкало 268 осіб у 112 домогосподарствах у складі 71 родини. Було 222 помешкання
Расовий склад населення:
| - 99,3 % — білих - 0,4 % — азіатів |

До двох чи більше рас належало 0,4 %. Частка іспаномовних становила 0,7 % від усіх жителів.
За віковим діапазоном населення розподілялося таким чином: 22,8 % — особи молодші 18 років, 61,2 % — особи у віці 18—64 років, 16,0 % — особи у віці 65 років та старші. Медіана віку мешканця становила 45,5 року. На 100 осіб жіночої статі у місті припадало 106,2 чоловіків;  на 100 жінок у віці від 18 років та старших — 102,9 чоловіків також старших 18 років.
Середній дохід на одне домашнє господарство  становив 57 495 доларів США (медіана — 53 036), а середній дохід на одну сім'ю — 68 965 доларів (медіана — 70 500). Медіана доходів становила 41 042 долари для чоловіків та 35 833 долари для жінок. За межею бідності перебувало 14,9 % осіб, у тому числі 12,0 % дітей у віці до 18 років та 22,2 % осіб у віці 65 років та старших.
Цивільне працевлаштоване населення становило 113 осіб. Основні галузі зайнятості: сільське господарство, лісництво, риболовля — 24,8 %, роздрібна торгівля — 16,8 %, виробництво — 15,0 %, будівництво — 13,3 %.